# A Gangster and a Gentleman
Albums de Styles P.
Time Is Money
(2006)
Singles
1. Good Times
Sortie : 2002
2. My Life
Sortie : 2002

A Gangster and a Gentleman est le premier album studio de Styles P., sorti le 9 juillet 2002.
L'album porte assez majoritairement la « patte » Ruff Ryders et on en retrouve quelques membres comme DMX, Eve, Swizz Beatz, et bien sûr ses acolytes de The LOX, Jadakiss et Sheek Louch.
Il s'est classé 2e au Top R&B/Hip-Hop Albums et 6e au Billboard 200 et a été certifié disque d'or par la Recording Industry Association of America (RIAA) le 11 octobre 2002.
Le premier single, Good Times, a également connu un succès honorable, se classant 6e au Hot R&B/Hip-Hop Songs, 8e au Hot Rap Singles et 22e au Billboard Hot 100.

## Liste des titres
| No  | Titre                                                                                            | Auteur                                                                                | Contient un (des) sample(s) de             | Durée |
| --- | ------------------------------------------------------------------------------------------------ | ------------------------------------------------------------------------------------- | ------------------------------------------ | ----- |
| 1.  | Intro (Produit par Styles)                                                                       | D. Styles                                                                             |                                            | 0:33  |
| 2.  | Good Times (Produit par Saint Denson et Swizz Beatz)                                             | D. Styles, K. Dean, M. McCleod, P. Sawyer, R. Hankerson                               | I Get High (On Your Memory) de Freda Payne | 3:31  |
| 3.  | Y'all Know We in Here (featuring P. Killer Trackz et Swizz Beatz – Produit par P. Killer Trackz) | D. Styles, A. Fields                                                                  |                                            | 3:48  |
| 4.  | A Gangster and a Gentleman (Produit par The Alchemist)                                           | D. Styles, A. Maman                                                                   | Legend & Light de Bo Hansson               | 4:32  |
| 5.  | Black Magic (featuring Angie Stone – Produit par The Alchemist)                                  | D. Styles, A. Smith                                                                   | Maybe It's Love This Time des Stylistics   | 4:28  |
| 6.  | Daddy Get That Cash (featuring Lil' Mo – Produit par Rockwilder et DJ Twinz)                     | D. Styles, D. Stinson, R. Grant, J. Johnson, D. McNeil                                | Spend It on Love de Side Effect            | 3:40  |
| 7.  | Lick Shots (Interprété par The LOX – Produit par Swizz Beatz)                                    | D. Styles, S. Jacobs, J. Phillips, J. Hood, K. Dean                                   |                                            | 4:24  |
| 8.  | And I Came To... (featuring Eve, Sheek Louch et Swizz Beatz – Produit par Swizz Beatz)           | D. Styles, Jacobs, E. Jeffers, Dean                                                   |                                            | 4:43  |
| 9.  | Get Paid (featuring The Brodhead Kids – Produit par Mr. Devine)                                  | D. Styles, L. Lunnon                                                                  |                                            | 3:43  |
| 10. | Ass Bag (Skit)                                                                                   |                                                                                       |                                            | 2:00  |
| 11. | I'm a Ruff Ryder (featuring Jadakiss – Produit par P. Killer Trackz)                             | D. Styles, Fields                                                                     |                                            | 3:45  |
| 12. | Soul Clap (Produit par DJ Shok)                                                                  | D. Styles, M. Gomez, R. Mickens, C. Smith, D. Thomas, R. Westfield, R. Bell, G. Brown |                                            | 3:18  |
| 13. | We Thugs (My Niggas) (Interprété par The LOX – Produit par DJ Clue et DURO)                      | D. Styles, E. Shaw, K. Ifill, R. Kimball, S. Lukather                                 | Good for You de Toto                       | 4:04  |
| 14. | Styles (featuring Jadakiss – Produit par P. Killer Trackz)                                       | D. Styles, Fields                                                                     |                                            | 3:54  |
| 15. | Barbershop (Skit)                                                                                |                                                                                       |                                            | 3:42  |
| 16. | Listen (Produit par Tank)                                                                        | D. Styles, D. Thornton, M. Hodges, A. Green                                           | Love and Happiness d'Al Green              | 2:58  |
| 17. | Niggas Flippin' (Skit)                                                                           |                                                                                       |                                            | 1:12  |
| 18. | Y'all Don't Wanna Fuck (featuring M.O.P. – Produit par Tuneheadz)                                | D. Styles, J. Grinnage, E. Murray, F. Crum                                            |                                            | 4:34  |
| 19. | Shit Done Changed (Skit) (featuring Garf)                                                        |                                                                                       |                                            | 2:07  |
| 20. | Nobody Believes Me (Interprété par The LOX featuring Cross – Produit par DJ Shok)                | D. Styles, Gomez                                                                      |                                            | 3:49  |
| 21. | Dedication (Skit)                                                                                |                                                                                       |                                            | 0:42  |
| 22. | My Brother (Produit par Mr. Devine)                                                              | D. Styles, L. Lunnon, D. Grusin                                                       |                                            | 4:34  |
| 23. | Outro (Produit par Styles et Jay « Icepick » Jackson)                                            | D. Styles                                                                             |                                            | 2:33  |

| 24. | The Life (featuring Pharoahe Monch – Produit par Ayatollah) | D. Styles, T. Jamerson | The Long and Winding Road d'Aretha Franklin | 3:09 |